# Telipogon machupicchuensis
Telipogon machupicchuensis är en orkidéart som beskrevs av Nauray och Eric Alston Christenson. Telipogon machupicchuensis ingår i släktet Telipogon och familjen orkidéer.
Artens utbredningsområde är Peru. Inga underarter finns listade i Catalogue of Life.